# Мунзук, Кара-Кыс Номзатовна
Кара-Кыс Номзатовна Мунзук (15 сентября 1918 — 18 декабря 1995) — советская тувинская певица, актриса, поэтесса, народная артистка РСФСР (1975).

## Биография
Кара-Кыс Номзатовна Мунзук родилась 15 сентября 1918 года в Чал-Кежике Урянхайского края в многодетной семье бедного охотника-арата Номзата Хонековича Оюна. Когда ей было всего 2 года, её мама Натпит умерла. Младшему брату Биче-оолу было лишь шесть месяцев. В семье был ещё старший сын Тунгулак, который потом стал добровольцем во время Великой Отечественной войны (Тува в то время была независимой Тувинской Народной Республикой), погибший в 1944 году в боях на Украине. Отец Номзат из рода оюн отдал её на воспитание родственникам.
Кара-кыс скиталась по юртам и аалам, пока не попала в начальную школу в селе Бай-Хаак. В школе проявился её певческий талант, она исполняла народные песни.
В 1934 году поступила в Кызылскую объединённую школу на педагогический курс, участвовала в художественной самодеятельности, а затем стала учиться театральному искусству. В 1935 году преподавала на курсах ликбеза. С 1936 года была актрисой и исполнительницей народных песен.
Одна из основателей Тувинского музыкально-драматического театра, была ведущей актрисой театра. В течение 50 лет сыграла все ведущие женские роли в спектаклях тувинского театра. Бережно и скрупулезно собирала и исполняла песенный фольклор тувинского народа. В 1956 году с её участием был издан сборник «Тувинские народные песни». В 1973 году вместе с мужем Максимом Мунзуком издала два сборника тувинских народных песен.
Писала стихи. В 1937 году в газете «Аревэ шыны» было опубликовано её стихотворение «Молодёжь», впоследствии ставшее известной песней на мелодию В. Кок-оола. Первый сборник поэзии «Мои песни» вышел в 1968 году, второй сборник «Лейся, песня» вышел в 1989 году. А. Чыргал-оолом, А. Лаптаном, В. Кок-оолом, Р. Кенденбилем и другими тувинскими композиторами на её стихи создано более 50 песен.
Избиралась депутатом Малого Хурала Тувинской народной Республики, депутатом Верховного Совета Тувинской АССР двух созывов.
Умерла 18 декабря 1995 года.

### Семья
- Муж — актёр театра и кино, основатель Тувинского театра Максим Монгужукович Мунзук (1912—1999), народный артист РСФСР. Супруги прожили вместе 60 лет, в их семье было пятеро детей.
  - Сын — Мерген Максимович Мунзук, лётчик.
  - Дочь — актриса и политик Галина Максимовна Мунзук (род. 1955), заслуженная артистка России, член Совета Федерации РФ от Тувы. Окончила Государственное театральное училище имени Щукина, артистка Тувинского музыкально-драматического театра имени В. Кок-Оола. Была депутатом Законодательной палаты Великого Хурала Республики Тыва. С 2011 года — член Совета Федерации Федерального собрания РФ от исполнительной власти Республики Тыва.
  - Дочь — Светлана Максимовна Мунзук.

## Награды и премии
- Заслуженная артистка РСФСР (2 августа 1955)[2].
- Народная артистка РСФСР (1 июля 1975).
- Народная артистка Тувинской АССР.
- Орден «Знак Почёта» (1969)[3].
- Медаль Материнства.
- Медаль «За доблестный труд в Великой Отечественной войне 1941—1945 гг.».
- Медаль «За трудовую доблесть».
- Медаль «В ознаменование 100-летия со дня рождения Владимира Ильича Ленина» (1970).
- Знак «50 лет пребывания в КПСС»
- Знак «Фонд Мира».

## Работы в театре
- «Павлик Морозов» Виталия Губарева — Павлик
- «Молодая гвардия» по роману Александра Фадеева — Ульяна Громова
- «Ревизор» Николая Гоголя — Марья Антоновна
- «Коварство и любовь» Фридриха Шиллера — Луиза
- «Васса Железнова» М. Горького — Наталья
- «Человеке с ружьём» Николая Погодина — жена Ивана Шадрина
- «Гроза» Александра Островского — Катерина
- «Ромео и Джульетта» Уильяма Шекспира — Кормилица
- «Нашествие» Леонида Леонова — Ольга
- «Русские люди» Константина Симонова — Валя
- «Свадьба в Малиновке» Бориса Александрова — Софья
- «Запорожец за Дунаем» Семёна Гулака-Артемовского — Одарка
- «Хайыран бот» В. Кок-Оола — Кара
- «Тонгур-оол» С. Тока — Сержинмаа

## Фильмография
- 1959 — Люди голубых рек — эпизод

## Комментарии
1. ↑  Ныне — в Чеди-Хольском кожууне Тувы.